# Nguyễn Cao Sơn
Nguyễn Cao Sơn (sinh ngày 09 tháng 5 năm 1969) là một doanh nhân và chính trị gia người Việt Nam. Ông là Đại biểu Quốc hội khóa XIII, khóa XV thuộc đoàn đại biểu tỉnh Hòa Bình. Ông có nguyên quán ở Xã Vũ Hòa, huyện Kiến Xương, tỉnh Thái Bình. Ông hiện cư trú tại tổ 1, Phường Tân Thịnh, Thành phố Hòa Bình, tỉnh Hòa Bình. Với nhiều hoạt động thiết thực hỗ trợ Doanh nghiệp, xúc tiến thương mại. Từng nhận được Bằng khen của Thủ tướng Chính phủ trao tặng năm 2012.

## Thông tin cơ bản

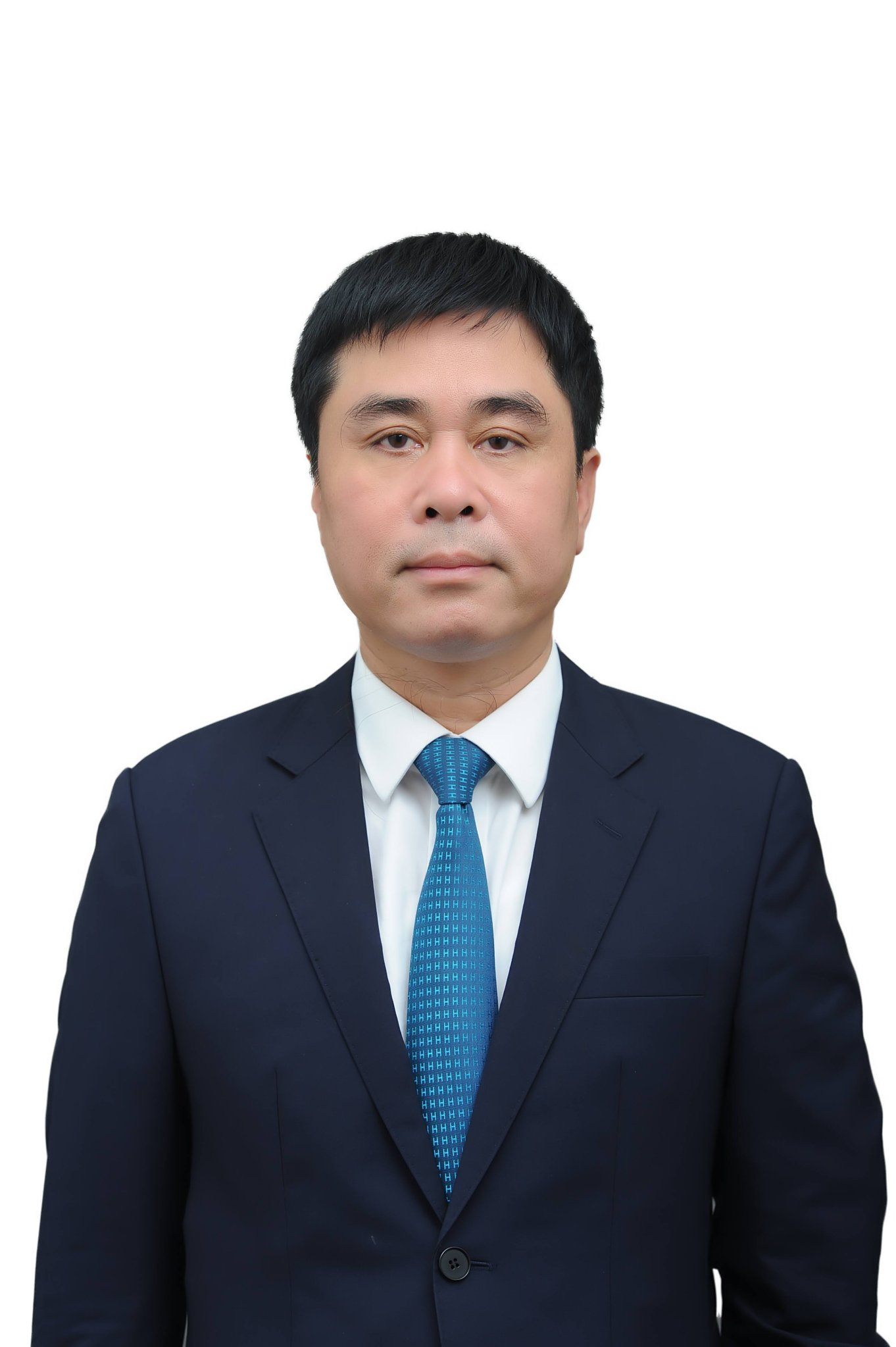
Ông: Nguyễn Cao Sơn

- Họ và tên khai sinh: NGUYỄN CAO SƠN
- Ngày sinh: 09/5/1969
- Giới tính: Nam
- Dân tộc: Kinh
- Tôn giáo: Không

## Trình độ:
- Giáo dục phổ thông: Trình độ 12/12/Phổ thông
- Chuyên môn, nghiệp vụ: Kỹ sư Công nghệ thông tin
- Học vị: Thạc sỹ Quản trị kinh doanh; học hàm: không

## Nghề nghiệp, Chức vụ:
Nghề nghiệp: Doanh nhân.
Chức vụ:
- Ủy viên Ủy ban Tài chính, Ngân sách của Quốc hội khóa XV
- Ủy viên Hội đồng Trung ương các Hiệp hội doanh nghiệp Việt Nam
- Phó Chủ tịch Hiệp hội Doanh nghiệp nhỏ và vừa Việt Nam
- Ủy viên Ủy ban Mặt trận Tổ quốc Việt Nam tỉnh Hòa Bình
- Chủ tịch Hiệp hội doanh nghiệp tỉnh Hòa Bình
- Đại biểu Quốc hội: Khóa XIII, XV
Quốc hội khóa XV
- Đoàn ĐBQH: Hòa Bình
- Tỷ lệ trúng cử: 72,42%
Nghề nghiệp: Doanh nhân.
Ngày vào đảng: 29/8/2013 / Ngày chính thức: 29/8/2014
Chức vụ trong Đảng: Ủy viên Ban Chấp hành Chi bộ
Là Đại biểu Quốc hội khóa XIII, Khóa XV thuộc đoàn Đại biểu Quốc hội tỉnh Hòa Bình.

## Quá trình công tác:
- 8/1989 - 7/1997: Giáo viên thuộc Phòng Giáo dục huyện Lạc Thủy, tỉnh Hòa Bình
- 8/1997 - 9/2005: Giáo viên tại Trung tâm kỹ thuật tổng hợp hướng nghiệp dạy nghề, tỉnh Hòa Bình
- 10/2005 - 8/2013: Chủ tịch HĐQT Công ty cổ phần Đầu tư Năng lượng Xây dựng Thương mại Hoàng Sơn, Hòa Bình
- 9/2011 - 10/2013: Ủy viên Ủy ban Trung ương Hội dân trẻ Việt Nam, Phó Chủ tịch Hội Doanh nghiệp trẻ tỉnh Hòa Bình
- 10/2010 - 9/2015: Chủ tịch Hội Doanh nghiệp nhỏ và vừa tỉnh Hòa Bình khóa IV, nhiệm kỳ 2010-2015
- 2/2018 - 3/2019: Ủy viên Ban Thường vụ Hiệp hội Doanh nghiệp nhỏ và vừa Việt Nam khóa III, nhiệm kỳ 2016-2021
- 3/2019 - nay: Phó Chủ tịch Hiệp hội Doanh nghiệp nhỏ và vừa Việt Nam khóa III, nhiệm kỳ 2016-2021
- 11/2011 - 1/2018: Ủy viên Ban Chấp hành Hiệp hội Doanh nghiệp nhỏ và vừa Việt Nam
- 7/2011 - 4/2016: Đại biểu Quốc hội khóa XIII, Ủy viên Ủy ban Tài chính ngân sách Quốc hội
- 9/2015 - 10/2020: Chủ tịch Hiệp hội Doanh nghiệp tỉnh Hòa Bình khóa I, nhiệm kỳ 2015-2020
- 10/2020 - nay: Chủ tịch Hiệp hội Doanh nghiệp tỉnh Hòa Bình khóa II, nhiệm kỳ 2020-2025
- 10/2015: Ủy viên Hội đồng Trung ương các Hiệp hội Doanh nghiệp Việt Nam; Ủy viên Ủy ban Mặt trận Tổ quốc Việt Nam tình Hòa Bình
- 7/2021: Đại biểu Quốc hội khóa XV, Ủy viên Ủy ban Tài chính, Ngân sách của Quốc hội.